# Marek Čepelák
Marek Čepelák (* 4. února 1993, Hořovice) je český fotbalový obránce, od roku 2015 působící v SK Viktorie Jirny.

## Klubová kariéra
Svoji fotbalovou kariéru začal v SK Hořovice, odkud v průběhu mládeže přestoupil do SK Slavia Praha. V roce 2012 se propracoval do prvního týmu. V létě 2014 odešel na hostování do FC Graffin Vlašim. Po roce se vrátil do Slavie, odkud odešel hostovat do SK Viktorie Jirny, kam po skončení sezony 2015/16 přestoupil.